# Campeonato Clasificatorio de la UEFA para los Juegos Olímpicos de la Juventud de 2009
El I Campeonato Clasificatorio de la UEFA para los Juegos Olímpicos de la Juventud fue un campeonato de fútbol para selecciones sub-15. El torneo se llevó a cabo en Suiza en el año 2009. El torneo otorgó una plaza para el Torneo olímpico juvenil de fútbol masculino Singapur 2010, esta plaza fue ocupada por el campeón, Montenegro.

## Resultados
|  | Semifinales | Semifinales |   |            | Final        | Final |  |
|  |             |             |   |            |              |       |  |
|  |             |             |   |            |              |       |  |
|  | Nyon, 2009  |             |   |            |              |       |  |
|  | San Marino  | 0           |   |            |              |       |  |
|  | Montenegro  | 4           |   |            |              |       |  |
|  |             |             |   |            |              |       |  |
|  |             |             |   |            | Nyon, 2009   |       |  |
|  |             |             |   |            | Albania      | 1     |  |
|  |             | Montenegro  | 2 |            |              |       |  |
|  |             |             |   |            |              |       |  |
|  |             |             |   |            |              |       |  |
|  |             |             |   |            | Tercer lugar |       |  |
|  | Nyon, 2009  | Nyon, 2009  |   | Nyon, 2009 | Nyon, 2009   |       |  |
|  | Albania     | ?           |   | San Marino | ?            |       |  |
|  | Sin Datos   | ?           |   |            | Sin Datos    | ?     |  |

## Clasificado alTorneo olímpico juvenil de fútbol masculino Singapur 2010
| Bandera de Montenegro |
| Montenegro            |
| --------------------- |

| Predecesor: - | Clasificación de la UEFA para los Juegos Olímpicos de la Juventud I edición | Sucesor: Nyon 2013 para Nankín 2014 |

- Datos: Q16540880